# 鄭商熙
鄭 商熙（チョン・サンヒ、朝鮮語: 정상희、1907年8月7日 - 1981年3月7日）は、日本統治時代の朝鮮および大韓民国の実業家、政治家。サムスングループ重役、第4・5代韓国国会議員。
本貫は温陽鄭氏。新世界グループの実業家の鄭在恩は息子、李秉喆の末娘の李明熙はその妻。実業家の鄭溶鎮（女優コ・ヒョンジョンの元夫）は孫、鄭有慶は孫娘。

## 経歴
忠清北道中原郡（現・忠州市）出身。ソウル養正高等普通学校（現・養正高等学校）を経て、1930年に上海交通大学1年修了、1935年に明治大学法学部卒。明治大学名誉博士（1974年）。1939年より協信産業商社代表を務め、解放後は1948年に大韓体育会理事長、大韓陸上競技連盟理事長、大韓オリンピック委員会常任委員、1949年に三護紡績・三護貿易副社長、1954年に第2回アジア競技大会韓国選手団総監督、1956年に同和通信副社長、1956年メルボルンオリンピック韓国選手団総監督、1957年に第一火災海上保険株式会社社長、大韓体育会理事長、1958年に第3回アジア競技大会韓国選手団総監督、自由党中原郡党委員長を務めた。1958年の第4代総選挙では自由党の候補として初当選し、1960年の第5代総選挙では無所属で当選したが、自由党出身という理由でその後に公民権制限審査に引っかかった。国会議員退任後は1961年に大韓紡績協会理事、1968年に三護紡織貿易株式会社会長、1969年にサムスン電子社長、1970年にサムスン物産社長、東邦生命保険会長、1971年に大韓陸上競技連盟会長、大韓オリンピック委員会委員を歴任した。
1981年に持病により死去。享年75。